# Calio
Calio o Calípolis (en griego, Κάλλιον, Καλλίπολις) es el nombre de una antigua ciudad griega de Etolia.
Actualmente, en el lugar donde se ubicaba, situado al noroeste de Lidoriki, hay un pequeño pueblo —de 63 habitantes en el año 2011— que desde 1916 ostenta su antiguo nombre de Kalio y que anteriormente se había llamado Velújovo.

## Historia
El lugar estaba habitado desde el periodo geométrico. Tucídides cita a sus habitantes en el marco de la guerra del Peloponeso, señalando que los calieos y los bomieos, que se ubicaban junto al golfo Maliaco, formaban parte de la tribu de los ofioneos. Polibio, por su parte, la menciona al informar de que el monte Córax se encontraba entre Calípolis y Naupacto.
Probablemente el asentamiento no adquirió las características de una polis hasta el siglo IV a. C. Desde ese periodo estaba protegida por una muralla. Adquirió el nombre de Calípolis en el periodo helenístico, según muestran testimonios epigráficos.
Pausanias relata una expedición de los gálatas por Etolia el 279 a. C. en la que destruyeron la ciudad de Calio y masacraron a todos sus habitantes. Después de este desastre, sin embargo, se volvió a reconstruir la ciudad.
Sin embargo la zona donde se emplazaba no vuelve a aparecer en fuentes históricas hasta la mención de Lidoriki como sede de un obispado en el siglo IX y del castillo de Lidoriki en los siglos XIV y XV. Esta última localidad reemplazó a Calio como centro administrativo de su territorio circundante.

## Arqueología
Los restos de la antigua ciudad fueron excavados entre 1977 y 1979 bajo la dirección de Petros Temelis pero, en 1980, parte de la zona fue inundada por una presa artificial.
La acrópolis de Calio estaba situada en una colina donde posteriormente se ubicó el castillo de Velújovo. Se estima que la amplia muralla perimetral de la que se conservan restos fue construida entre los siglos IV y III a. C. También se excavaron casas privadas, necrópolis y edificios públicos como el buleuterio, el ágora y templos, pero sus restos dejaron de ser visibles tras la inundación de la zona con las aguas del Mornos.
Algunos de los hallazgos de las excavaciones, como monedas, mosaicos, inscripciones, estatuas y joyas, se exhiben en la Colección Arqueológica de Lidoriki y otros en el Museo Arqueológico de Ámfisa.